# Pelegrina chaimona
Pelegrina chaimona är en spindelart som beskrevs av Maddison 1996. Pelegrina chaimona ingår i släktet Pelegrina och familjen hoppspindlar. Inga underarter finns listade i Catalogue of Life.